# Каналь-де-Бердун
Каналь-де-Бердун (ісп. Canal de Berdún) — муніципалітет в Іспанії, у складі автономної спільноти Арагон, у провінції Уеска. Населення — 401 особа (2009).
Муніципалітет розташований на відстані близько 340 км на північний схід від Мадрида, 65 км на північний захід від Уески.
На території муніципалітету розташовані такі населені пункти: (дані про населення за 2009 рік)
- Бердун: 252 особи
- Біньєс: 49 осіб
- Махонес: 12 осіб
- Мартес: 33 особи
- Вільярреаль-де-ла-Каналь: 50 осіб

## Демографія
Динаміка населення (INE ):

## Галерея зображень

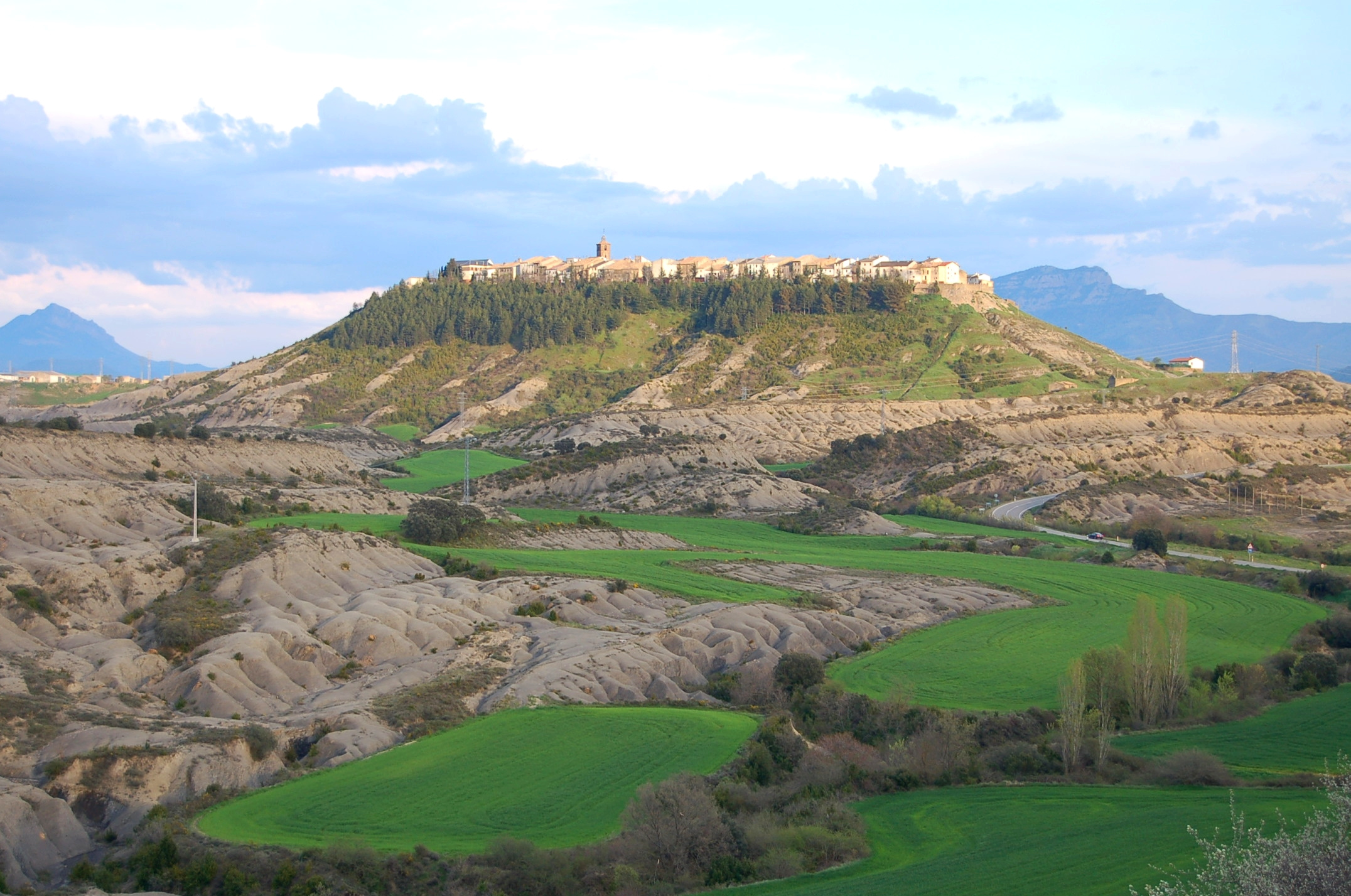
Бердун